# Sant Joan de la Blaquièira
Sant Joan de la Blaquièira (en francès Saint-Jean-de-la-Blaquière) és un municipi occità del Llenguadoc situat al departament de l'Erau, a la regió d'Occitània].